# Ogród zoologiczny w Rostowie nad Donem
Ogród zoologiczny w Rostowie (ros. Ростовский зоопарк, Rostowskij zoopark) – ogród zoologiczny założony w czerwcu 1927 roku w mieście Rostów nad Donem w ZSRR. Ogród ma powierzchnię 57 ha, zamieszkuje go około 7000 zwierząt z 507 gatunków.